# عيون غائمة (مسلسل)
عيون غائمة هو مسلسل مغربي من إخراج سعيد خلاف سنة 2019، ومن بطولة كل من عبد اللطيف شوقي، نجاة الوافي، عبد الحق الزروالي، نعيمة إلياس، أيوب اليوسفي، كاميليا راق، غاني قباج، ياسين أحجام، وغيرهم. و من إنتاج قناة الأولى.

## قصة المسلسل
تدور أحداث المسلسل حول أشقاء يدخلون في صراع على الإرث، وتأثير ذلك على العائلة والأصدقاء في المجتمع.

## وصلات خارجية
- صفحة المسلسل على الموقع الرسمي للقناة الأولى نسخة محفوظة 26 مايو 2019 على موقع واي باك مشين.